# Циркулане (община)
Община Циркулане (словен. Občina Cirkulane) — одна з общин Словенії. Адміністративним центром є місто Циркулане.
Община помережана виноградниками, лісами, луками і полями.

## Населення
У 2011 році в общині проживало 2294 осіб, 1172 чоловіків і 1122 жінок. Чисельність економічно активного населення (за місцем проживання), 915 осіб. Середня щомісячна чиста заробітна плата одного працівника (EUR), 814,55 (в середньому по Словенії 987.39). Приблизно кожен другий житель у громаді має автомобіль (43 автомобілі на 100 жителів). Середній вік жителів склав 42,5 роки (в середньому по Словенії 41.8). 